# 千旦站
千旦站（日语：／ Senda eki */?）是位於和歌山縣和歌山市和佐關戶485番3號，西日本旅客鐵道（JR西日本）的和歌山線車站。

## 歷史
- 1952年（昭和27年）10月1日 - 日本國有鐵道和歌山線布施屋站至田井之瀨站之間開設此站[1]。
- 1987年（昭和62年）4月1日 - 伴隨國鐵分割民營化，車站由西日本旅客鐵道（JR西日本）營運[1][2]。
- 2020年（令和2年）3月14日 - 車站開始可以使用IC卡「ICOCA」[3]。

## 車站構造
車站是一座地面車站，設有1面1線的單式月台。和歌山方向的列車會開啟左邊車門。和歌山方向和五條方向的列車都會停靠在同一月台上。
此站是由和歌山站管理的無人車站。此站沒有車站大樓，月台部分位置設有上蓋。入口附近設有自動售票機。

## 使用狀況
以下為1日平均乘車人次：
| 年度   | 1日平均 乘車人次 |
| ------ | ---------------- |
| 1998年 | 213              |
| 1999年 | 205              |
| 2000年 | 229              |
| 2001年 | 222              |
| 2002年 | 201              |
| 2003年 | 187              |
| 2004年 | 201              |
| 2005年 | 210              |
| 2006年 | 218              |
| 2007年 | 215              |
| 2008年 | 200              |
| 2009年 | 180              |
| 2010年 | 184              |
| 2011年 | 200              |
| 2012年 | 202              |
| 2013年 | 203              |
| 2014年 | 203              |
| 2015年 | 208              |
| 2016年 | 201              |
| 2017年 | 194              |
| 2018年 | 201              |

## 車站周邊
車站周邊為田園地帶。
- 和佐兒童遊園（步行5分鐘，設有「松下幸之助誕生之地」石碑）

## 相鄰車站
西日本旅客鐵道（JR西日本）
 和歌山線
■快速
通過
■普通
布施屋－千旦－田井之瀨

## 注腳
1. 1 2 3  曾根悟（日语：曽根悟）（監修）. 朝日新聞出版分冊百科編集部（編集） , 编. . 週刊朝日百科. 42号 阪和線・和歌山線・桜井線・湖西線・関西空港線. 朝日新聞出版. 2010-05-16: 20–21 （日语）.
2. ↑  『交通年鑑 昭和63年版』 交通協力會，1988年3月。
3. ↑   (PDF) (新闻稿). 西日本旅客鉄道和歌山支社. 2019-12-13  [2021-01-08]. （原始内容存档 (PDF)于2021-01-04） （日语）.
4. ↑  《和歌山縣統計年鑑》和《和歌山縣公共交通機關等資料集》

## 外部連結
- 千旦｜車站資訊：JR出門網 - 西日本旅客鐵道（日語）